# Nososticta plagiata
Nososticta plagiata – gatunek ważki z rodziny pióronogowatych (Platycnemididae).